# سویرویل (تنسی)
سویرویل(به انگلیسی: Sevierville) شهری در ایالت تنسی کشور ایالات متحده آمریکا است که جمعیت آن در سرشماری سال ۲۰۱۰ میلادی، ۱۴٬۸۰۷ نفر بوده‌است.